# Campionati statunitensi di sci alpino 2017
I Campionati statunitensi di sci alpino 2017 si sono svolti a Sugarloaf dal 25 al 28 marzo. Il programma ha incluso gare di supergigante, slalom gigante, slalom speciale e combinata, tutte sia maschili sia femminili.
Trattandosi di competizioni valide anche ai fini del punteggio FIS, vi hanno partecipato anche sciatori di altre federazioni, senza che questo consentisse loro di concorrere al titolo nazionale statunitense. 

## Risultati

### Uomini

#### Supergigante
| Pos. | Atleta              | Nazione       | Tempo   |
| ---- | ------------------- | ------------- | ------- |
| 1    | Ryan Cochran-Siegle | Stati Uniti   | 1:19,66 |
| 2    | Jared Goldberg      | Stati Uniti   | 1:19,92 |
| 3    | Travis Ganong       | Stati Uniti   | 1:20,10 |
| 4    | Sam Morse           | Stati Uniti   | 1:20,22 |
| 5    | Kipling Weisel      | Stati Uniti   | 1:20,42 |
| 6    | Adam Barwood        | Nuova Zelanda | 1:20,54 |
| 7    | Drew Duffy          | Stati Uniti   | 1:20,71 |
| 8    | Bryce Bennett       | Stati Uniti   | 1:20,82 |
| 9    | Erik Arvidsson      | Stati Uniti   | 1:20,87 |
| 10   | Tim Jitloff         | Stati Uniti   | 1:21,08 |

Data: 25 marzo

Località: Sugarloaf

Ore: 

Pista: 

Partenza: 1 174 m s.l.m.

Arrivo: 592 m s.l.m.

Dislivello: 582 m

Tracciatore: Peter Anderson

#### Slalom gigante
| Pos. | Atleta               | Nazione       | Tempo   |
| ---- | -------------------- | ------------- | ------- |
| 1    | Hig Roberts          | Stati Uniti   | 2:19,25 |
| 2    | Tim Jitloff          | Stati Uniti   | 2:19,39 |
| 3    | Kieffer Christianson | Stati Uniti   | 2:19,54 |
| 4    | Brian McLaughlin     | Stati Uniti   | 2:19,70 |
| 5    | David Chodounsky     | Stati Uniti   | 2:19,72 |
| 6    | Samuel Dupratt       | Stati Uniti   | 2:20,24 |
| 7    | Guillaume Grand      | Francia       | 2:20,34 |
| 8    | Tanguy Nef           | Svizzera      | 2:20,38 |
| 9    | Adam Barwood         | Nuova Zelanda | 2:20,54 |
| 10   | Kipling Weisel       | Stati Uniti   | 2:20,78 |

Data: 28 marzo

Località: Sugarloaf

1ª manche:

Ore: 

Pista: 

Partenza: 1 124 m s.l.m.

Arrivo: 741 m s.l.m.

Dislivello: 383 m

Tracciatore: Chad Wolk

2ª manche:

Ore: 

Pista: 

Partenza: 1 124 m s.l.m.

Arrivo: 741 m s.l.m.

Dislivello: 383 m

Tracciatore: Justin Johnson

#### Slalom speciale
| Pos. | Atleta           | Nazione     | Tempo   |
| ---- | ---------------- | ----------- | ------- |
| 1    | AJ Ginnis        | Stati Uniti | 1:35,75 |
| 2    | David Chodounsky | Stati Uniti | 1:35,90 |
| 3    | Michael Ankeny   | Stati Uniti | 1:36,63 |
| 4    | Robby Kelley     | Stati Uniti | 1:37,03 |
| 5    | Sandy Vietze     | Stati Uniti | 1:37,06 |
| 6    | Tucker Marshall  | Stati Uniti | 1:37,60 |
| 7    | Erik Arvidsson   | Stati Uniti | 1:37,67 |
| 8    | Thomas Woolson   | Stati Uniti | 1:38,04 |
| 9    | Luke Winters     | Stati Uniti | 1:38,17 |
| 10   | Tommy Ford       | Stati Uniti | 1:38,66 |

Data: 26 marzo

Località: Sugarloaf

1ª manche:

Ore: 

Pista: 

Partenza: 939 m s.l.m.

Arrivo: 741 m s.l.m.

Dislivello: 198 m

Tracciatore: Ian Lochhead

2ª manche:

Ore: 

Pista: 

Partenza: 939 m s.l.m.

Arrivo: 741 m s.l.m.

Dislivello: 198 m

Tracciatore: Ryan Wilson

#### Combinata
| Pos. | Atleta         | Nazione     |
| ---- | -------------- | ----------- |
| 1    | Kipling Weisel | Stati Uniti |
| 2    | ?              | ?           |
| 3    | ?              | ?           |

### Donne

#### Supergigante
| Pos. | Atleta         | Nazione     | Tempo   |
| ---- | -------------- | ----------- | ------- |
| 1    | Laurenne Ross  | Stati Uniti | 1:21,44 |
| 2    | Stacey Cook    | Stati Uniti | 1:22,49 |
| 2    | Megan McJames  | Stati Uniti | 1:21,44 |
| 4    | Alice McKennis | Stati Uniti | 1:22,72 |
| 5    | Nina O'Brien   | Stati Uniti | 1:23,89 |
| 6    | Galena Wardle  | Stati Uniti | 1:23,99 |
| 7    | A J Hurt       | Stati Uniti | 1:24,01 |
| 8    | Maureen Lebel  | Stati Uniti | 1:24,33 |
| 9    | Julia Ford     | Stati Uniti | 1:24,40 |
| 10   | Haley Cutler   | Stati Uniti | 1:24,67 |

Data: 25 marzo

Località: Sugarloaf

Ore: 

Pista: 

Partenza: 1 174 m s.l.m.

Arrivo: 592 m s.l.m.

Dislivello: 582 m

Tracciatore: Alberto Senigagliesi

#### Slalom gigante
| Pos. | Atleta             | Nazione     | Tempo   |
| ---- | ------------------ | ----------- | ------- |
| 1    | Megan McJames      | Stati Uniti | 2:05,03 |
| 2    | Foreste Peterson   | Stati Uniti | 2:05,36 |
| 3    | Patricia Mangan    | Stati Uniti | 2:06,85 |
| 4    | Galena Wardle      | Stati Uniti | 2:08,05 |
| 5    | Julia Ford         | Stati Uniti | 2:08,33 |
| 6    | Keely Cashman      | Stati Uniti | 2:08,60 |
| 7    | Rachael DesRochers | Stati Uniti | 2:09,13 |
| 8    | Lila Lapanja       | Stati Uniti | 2:09,47 |
| 9    | Haley Cutler       | Stati Uniti | 2:11,32 |
| 10   | Maureen Lebel      | Stati Uniti | 2:12,27 |

Data: 28 marzo

Località: Sugarloaf

1ª manche:

Ore: 10.00 (UTC-5)

Pista: 

Partenza: 1 124 m s.l.m.

Arrivo: 741 m s.l.m.

Dislivello: 383 m

Tracciatore: Andrea Adorno

2ª manche:

Ore: 12.30 (UTC-5)

Pista: 

Partenza: 1 124 m s.l.m.

Arrivo: 741 m s.l.m.

Dislivello: 383 m

Tracciatore: Kristoph Shampeny

#### Slalom speciale
| Pos. | Atleta             | Nazione     | Tempo   |
| ---- | ------------------ | ----------- | ------- |
| 1    | Resi Stiegler      | Stati Uniti | 1:39,68 |
| 2    | Roni Remme         | Canada      | 1:40,60 |
| 3    | Lila Lapanja       | Stati Uniti | 1:40,93 |
| 4    | Foreste Peterson   | Stati Uniti | 1:41,14 |
| 5    | Megan McJames      | Stati Uniti | 1:41,28 |
| 6    | Julia Ford         | Stati Uniti | 1:41,32 |
| 7    | Nina O'Brien       | Stati Uniti | 1:41,92 |
| 8    | Mardene Haskell    | Stati Uniti | 1:43,28 |
| 9    | A J Hurt           | Stati Uniti | 1:43,35 |
| 10   | Alice Merryweather | Stati Uniti | 1:43,74 |

Data: 26 marzo

Località: Sugarloaf

1ª manche:

Ore: 

Pista: 

Partenza: 939 m s.l.m.

Arrivo: 741 m s.l.m.

Dislivello: 198 m

Tracciatore: Magnus Andersson

2ª manche:

Ore: 

Pista: 

Partenza: 939 m s.l.m.

Arrivo: 741 m s.l.m.

Dislivello: 198 m

Tracciatore: John Dwyer

#### Combinata
| Pos. | Atleta          | Nazione     |
| ---- | --------------- | ----------- |
| 1    | Patricia Mangan | Stati Uniti |
| 2    | ?               | ?           |
| 3    | ?               | ?           |